# Моноспектакль
Моноспекта́кль (Театр одного актёра) — это спектакль-монолог с единственным исполнителем.

## Основные виды моноспектакля
- постановка монодрамы («Рассказ змеи о том, как у неё появились ядовитые зубы» Леонида Андреева, «О вреде табака» Антона Чехова, «Человеческий голос» Жана Кокто, «Контрабас» Патрика Зюскинда) или монооперы («Капельмейстер» Доменико Чимарозы, «Человеческий голос» Франсиса Пуленка, «Записки сумасшедшего» Юрия Буцко), то есть сценического действия, изначально предназначенного для одного исполнителя.
- инсценировка пьесы для нескольких исполнителей, адаптированная для единственного актёра (например, постановка «Чайки» Чехова воронежской актрисой Натальей Когут[1]).
- концертная композиция из отдельных произведений (стихотворений, новелл, музыкальных и драматических номеров), последовательность которых выстраивается в определённое подобие лирико-драматического сюжета[2][3].

## Знаменитые исполнители
- Вячеслав Маневский (1941—2007) — профессиональный артист в этом жанре.
- Аркадий Райкин (1911—1987) — советский эстрадный и театральный актёр, режиссёр, сценарист, юморист.
- Владимир Рецептер (род. 1935) исполнял в одиночку «Гамлета» и другие пьесы Шекспира, Пушкина, Грибоедова, Ираклия Абашидзе и свои собственные.

## Знаменитые спектакли
- «Настасья Филипповна» (1933) по роману Достоевского «Идиот», автор и исполнитель В. Яхонтов.
- «Люди и манекены» (1974) — фильм-спектакль. В нём много моносценок. Режиссёр и исполнитель главной роли — Аркадий Райкин.
- «Про Федота-Стрельца, удалого молодца (телеспектакль)» (1988), автор и исполнитель Леонид Филатов.
- «Как я съел собаку» (1998). Автор, режиссёр и исполнитель — Евгений Гришковец.
- «Оскар и Розовая дама» по роману Эрика-Эммануэля Шмитта (2004, Театр имени Ленсовета, режиссёр — Владислав Пази) — в исполнении Алисы Фрейндлих.
- «Человеческий голос» по пьесе Жана Кокто (2014, Театр на Васильевском, Санкт-Петербург). В главной роли — Светлана Щедрина. Режиссёр-постановщик — Владимир Туманов. Художник по костюмам — Стефания Граурогкайте. Музыкальное оформление — Александр Закржевский.
- "Это я - Эдит Пиаф" по пьесе Нины Мазут (2014 г. Камерный драматический театр г. Вологда). В главной роли Ирина Джапакова. Режиссер - Яков Рубин.